# 南十字座TU
南十字座TU，又名BD-19 3521，HD 109585、SAO 180937、HR 4797，是南十字座的一颗恒星，视星等为6.2，位于銀經298.04，銀緯42.2，其B1900.0坐标为赤經12h 30m 44s，赤緯-19° 42.2′ 30″。